# Oscar Alcober
Oscar Alfredo Alcober (* 1963), meist als Oscar Alcober oder Oscar A. Alcober zitiert, ist ein argentinischer Wirbeltier-Paläontologe und Museumsdirektor. Sein Hauptaugenmerk gilt den Paläofaunen des unteren Mesozoikums, mit besonderem Schwerpunkt auf der Evolution und Artbildung der Dinosaurier.

## Leben
Alcober besuchte die Escuela Industrial Sarmiento in San Juan und wurde 1982 Mitarbeiter am Museo de Ciencias Naturales de San Juan. 1993 erhielt er die Licenciatura in den Geowissenschaften von der Universidad Nacional de San Juan. Im Dezember 1996 wurde er an derselben Universität mit der Dissertation Revisión de los Crurotarsi, Estratigrafía y Tafonomía de la Formación Ischigualasto über die Taphonomie und Stratigraphie der Ischigualasto-Formation zum Doktor in den Naturwissenschaften promoviert. Von Mai 1997 bis 2000 absolvierte Alcober seine Postdoc-Phase am Fachbereich Geowissenschaften der University of Texas at Austin, wo er sich der Forschungsgruppe des Paläontologen Timothy Rowe anschloss. Mit Hilfe einer hochauflösenden Computertomographie-Anlage (CT) wurde Knochenmaterial der Dinosaurier Herrerasaurus und Eoraptor sowie Archosauria-Exemplare aus der Ischigualasto-Formation untersucht. Der Stammbaum der frühen Dinosaurier wurde kartiert und die CT-Untersuchung lieferte neue Informationen über die Entwicklung des Gehirns und der speziellen Sinne von Dinosauriern und Vögeln.
Alcobers erste Projekte als Forscher waren mit der Untersuchung des Ursprungs und der Entwicklung der Crurotarsi, der Schädelbeschreibung der Art Saurosuchus galilei sowie der Phylogenie der Familie Rauisuchidae verbunden.
Alcober nahm an zahlreichen Feldexpeditionen teil, hauptsächlich im triassischen Ischigualasto-Becken. Zudem war er an der Erkundung von Sedimenten der Oberkreide im Süden von Mendoza und des Unterjuras im Norden von San Juan beteiligt. Gemeinsam mit Rowe führe er 1998 Grabungsarbeiten in der Kayenta-Formation aus dem Unterjura in der Navajo Nation Reservation, Arizona, durch. Im selben Jahr wurde er als Sammlungsleiter für das Wirbeltierpaläontologielabor des Texas Memorial Museum an der University of Texas at Austin eingestellt. Im April 2000 kehrte Alcober nach San Juan zurück. Im Mai des Jahres arbeitete er in der unterjurassischen Río-del-Colorado-Formation und von September bis Oktober 2000 betrieb er Forschungen in den obertriasischen Formationen Ischigualasto und Los Colorados. 
Alcober widmet sich darüber hinaus den basalen Crurotarsi aus der Gruppe der Archosauromorpha. Zudem interessiert er sich für die Schwemmlandarchitektur und die Taphonomie terrestrischer Umgebungen. Er forscht über die Biostratigraphie der Trias, wobei er zusätzliche Daten zur Paläomagnetostratigraphie und radiometrischen Datierung von fossilführenden Abfolgen in Argentinien und Brasilien sammelt.
2003 wurde Alcober Direktor des Museo De Ciencias Naturales der Universidad Nacional de San Juan. 2007 wurde er Präsident der Fundación Arte y Ciencia, einer Stiftung, die Geldmittel für das Museo De Ciencias Naturales und das Kunstmuseum der Provinz San Juan verwaltet und einsetzt.
Zu Alcobers Errungenschaften als Museumsdirektor gehören mehrere Wanderausstellungen zu paläontologischen Themen, die Einrichtung einer Verwaltungsstelle für den Ischigualasto-Park, deren erster Verwalter er 2004 wurde. In dieser Funktion erhielt er von der Interamerikanischen Entwicklungsbank (IDB) Fördermittel für den Bau wichtiger Infrastrukturen für den Ischigualasto-Park, wie die William-Sill-Kuppel, einen neuen Museumssitz und die Neugestaltung des gesamten Eingangs zum Park. Er war aktiv am Bau des neuen Naturkundemuseums in der Stadt San Juan beteiligt.
2009 erschien in deutscher Übersetzung sein Katalog zur Ausstellung Dinosaurier. Giganten Argentiniens im Lokschuppen Rosenheim. 2010 gab er das Buch zur Ausstellung GigaSaurier: die Riesen Argentiniens im Senckenberg Naturmuseum heraus. 2014 wirkte er am Buch Dinosaurs: Dawn to Extinction von Patricia Vickers-Rich mit. 
2022 wurde Alcober zum Ehrenbürger von San Juan ernannt.

## Erstbeschreibungen von Oscar Alcober
- Sillosuchus Alcober & Parrish, 1997[1]
- Aerosteon Sereno, Martínez, Wilson, Varricchio, Alcober & Larsson, 2008[5]
- Panphagia Martinez & Alcober, 2009[6]
- Sanjuansaurus Alcober & Martínez, 2010[7]
- Eodromaeus Martínez, Sereno, Alcober, Colombi, Renne, Montañez & Currie, 2011[8]
- Leyesaurus Apaldetti, Martínez, Alcober & Pol, 2011[9]
- Sauropodiformes Martínez, Sereno, Alcober, Colombi, Renne, Montañez & Currie, 2011[8]
- Ignotosaurus Martínez, Apaldetti, Alcober, Colombi, Sereno, Fernandez, Santi Malnis, Correa & Abelin, 2012[10]
- Diegocanis Martínez, Fernandez & Alcober, 2013[11]
- Pseudochampsa ischigualastensis Trotteyn, Martínez & Alcober [12]
- Sphenotitan Martínez, Apaldetti, Colombi, Praderio, Fernandez, Santi Malnis, Correa, Abelin & Alcober, 2013[13]
- Ingentia Apaldetti, Martínez, Cerda, Pol & Alcober, 2018[14]
- Lessemsauridae Apaldetti, Martínez, Cerda, Pol & Alcober, 2018[14]
- Coloradisuchus Martínez, Alcober & Pol, 2019[15]
- Incertovenator Yáñez, Pol, Leardi, Alcober & Martinez, 2021[16]